# Liste des monuments aux morts du 13e arrondissement de Paris

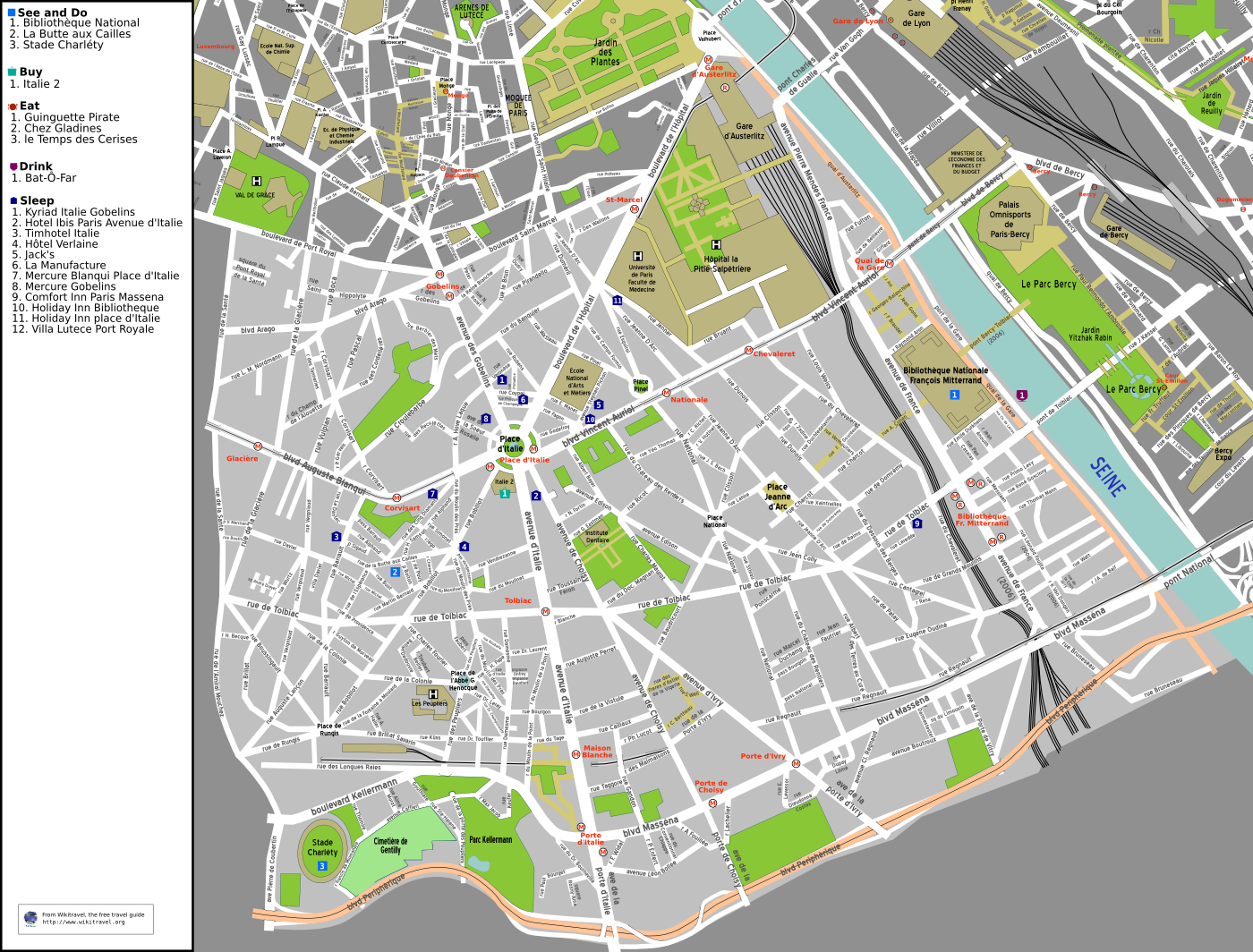
Plan du 13e arrondissement de Paris.

Cet article recense les monuments aux morts du 13e arrondissement de Paris, en France.

## Liste
- Monument aux morts du 13e arrondissement, (1954, place d'Italie)[1]